# Alstroemeria pulchella
Alstroemeria pulchella är en alströmeriaväxtart som beskrevs av Carl von Linné d.y.. Alstroemeria pulchella ingår i släktet alströmerior, och familjen alströmeriaväxter. Inga underarter finns listade i Catalogue of Life.